# Кнейч

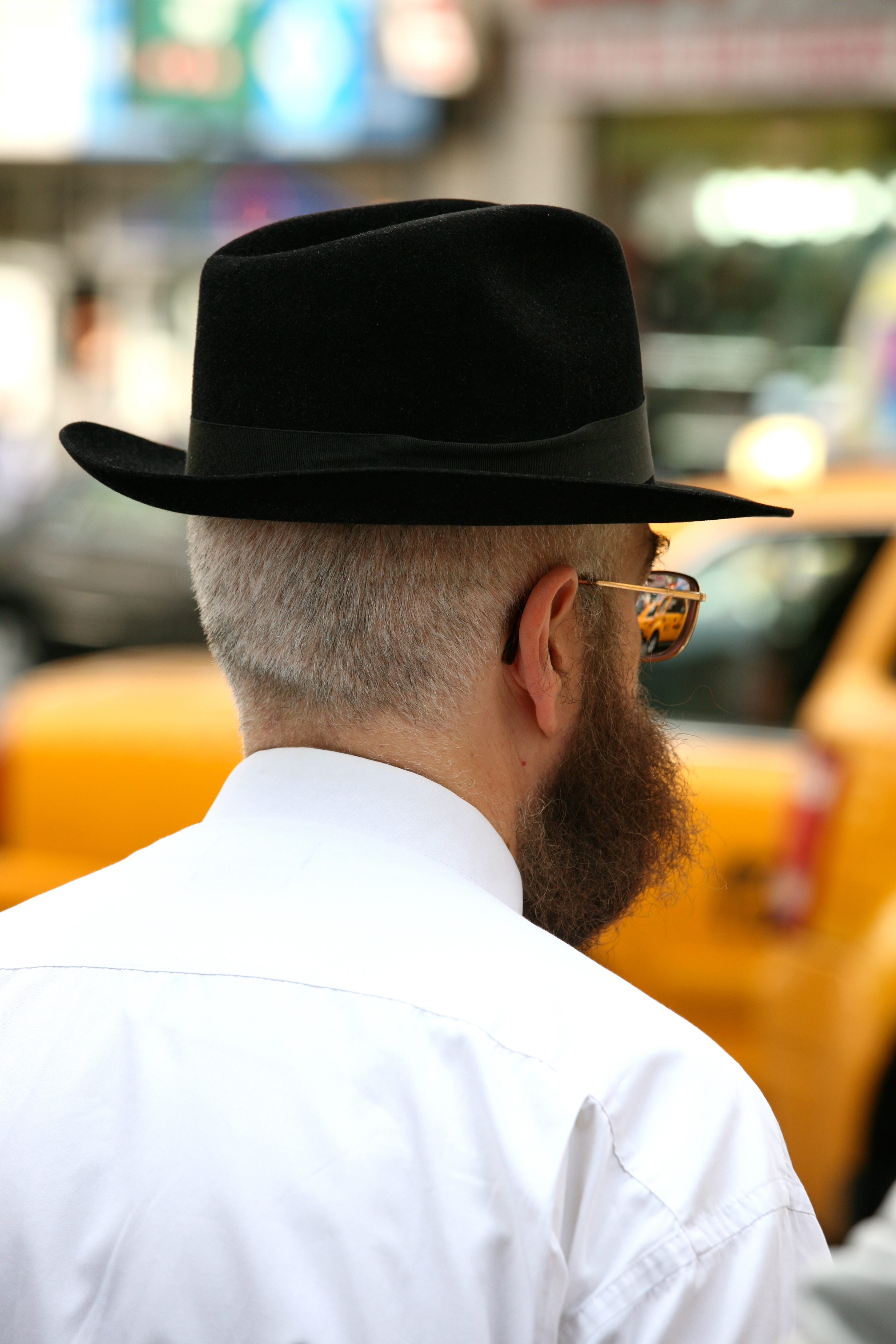
Чоловік у кнейчі

Кнейч (їдиш קנייטש, пол. knejcz) — головний убір чоловіків-хасидів, фетровий капелюх чорного кольору зі заломом на наголовку. Носять кнейч як повсякденний головний убір.
Назва походить від слова קנייטש («складка», «зморшка»), пов'язаного з нім. knautschen («бгати», «жмакати»).

## Різновиди

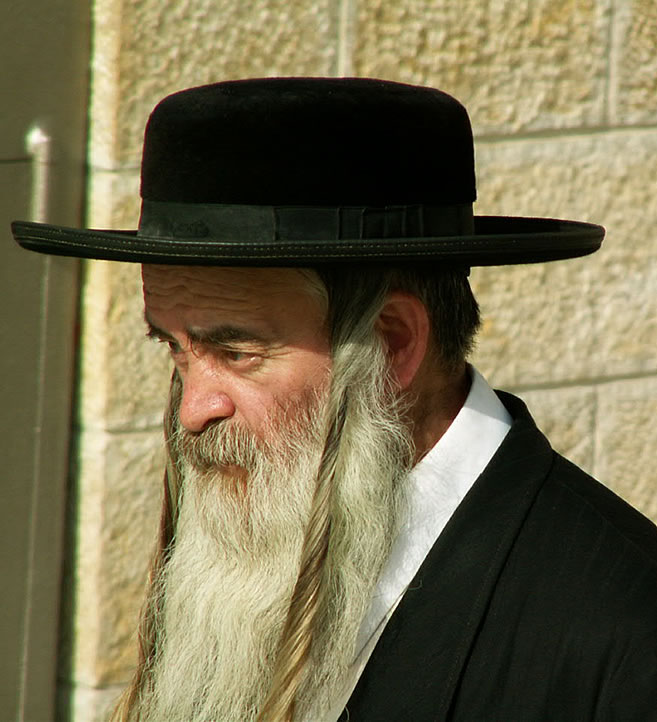
Хасидський капелюх «плуш»

- Кнейч — капелюх з заломами на наголовку й крисах.
- Капелюш (їдиш קאַפּעליוש, пол. kapelusz)[2] — простий капелюх без заломів, з округлим наголовком
- Гомбург (הומבורג) — капелюх із заломом нагорі, жорсткими, загнутими догори крисами й тасьмою на наголовку.
- Самет — велюровий капелюх угорських хасидів. Вижницькі хасиди зав'язують стрічку праворуч, а белзькі — ліворуч.
- Плуш (פּלוש) — капелюх з широкими крисами й низьким наголовком (10 см)[3]. Інші назви — «супер», «флікер-теллер» (букв. «літаюча тарілка»)[4].